# 狭叶蹄盖蕨
狭叶蹄盖蕨（学名：Athyrium flabellulatum）为蹄盖蕨科蹄盖蕨属下的一个种。

## 扩展阅读
- 維基物種上的相關：狭叶蹄盖蕨